# كل الحب كل الغرام (مسلسل)
كل الحب كل الغرام مسلسل لبناني درامي اجتماعي عرض في يناير وفي شهر رمضان 2018 حقق أعلى نسبة مشاهدة في لبنان خلال عرضه

## قصة العمل
تدور أحداث المسلسل في الفترة ما بين عام 1914 وحتى عام 1943 تدور في إطار وطني بين ربيع ونسرين، خلال فترة الاحتلال الفرنسي عقدة المسلسل في إمكانية لقاء الحبيبين ببعضهما البعض بعد أن افترقا في ظل ظروف اجتماعية فُرضت عليهما. فيبحثان كل من ناحيته عن شرارات أمل يمكنها أن تؤمن لقاءهما مرة جديدة، هما المحافظان على مشاعر الحب الواحد تجاه الآخر على الرغم من المسافات الشاسعة التي تفصل بينهما.

## انتقادات
مجموع حلقاته «95 حلقة»طالت العمل انتقادات واسعة بسبب طيلة عرضه على مدى خمسة أشهر قبل رمضان، واستكمل عرضه في الموسم الرمصاني، وفَقَد آلية جذب المشاهدين، بفعل التكرار الذي قاد العمل إلى الملل، ووتيرته البطيئة.

## الممثلون
باسم مغنية
```
(ربيع)
```

كارول الحاج 
```
(نسرين)
```

فادي إبراهيم
```
(الخواجة وجيه)
```

خالد السيد

جيهان خماس
```
(زينة)
```

هيام أبو شديد

إليسار حاموش
```
(حنان)
```

علي منيمنة

تاتيانا مرعب
```
(رانيا)
```

جو طراد

جوزيف سعيد

منى كريم

إيلي شالوحي

جو صادر
```
(يوسف)
```

هادي قدوح
هادي شتت

جو معلوف